# 新旭川駅
新旭川駅（しんあさひかわえき）は、北海道旭川市東8条6丁目にある北海道旅客鉄道（JR北海道）・日本貨物鉄道（JR貨物）の駅である。事務管理コードは▲121801。駅番号はA30。所属線の宗谷本線に、当駅を起点とする石北本線が乗り入れるが、石北本線の列車に当駅始終着の列車はなく、全て旭川駅方面へ直通する。

## 歴史
石北本線の前身となる旭川・遠軽間鉄道計画（旭遠線とも）の建設が1917年（大正6年）に帝国議会で決定するのと前後して、既存の鉄道路線からの分岐点について、比布駅で分岐し愛別へ抜ける案、旭川駅で分岐して東旭川・当麻経由で愛別へ抜ける案のそれぞれで地元の誘致合戦が行われていた。
1920年（大正9年）に入り、北海道建設事務所長が鉄道省の命で旭川と比布を比較し、その復命を鉄道省に提出したが、鉄道省首脳部はそのどちらでもない永山村（当時）牛朱別の地を選定し、同年11月に宗谷本線上に当駅を新設し、東旭川・当麻経由で愛別へ抜ける案に決定した。

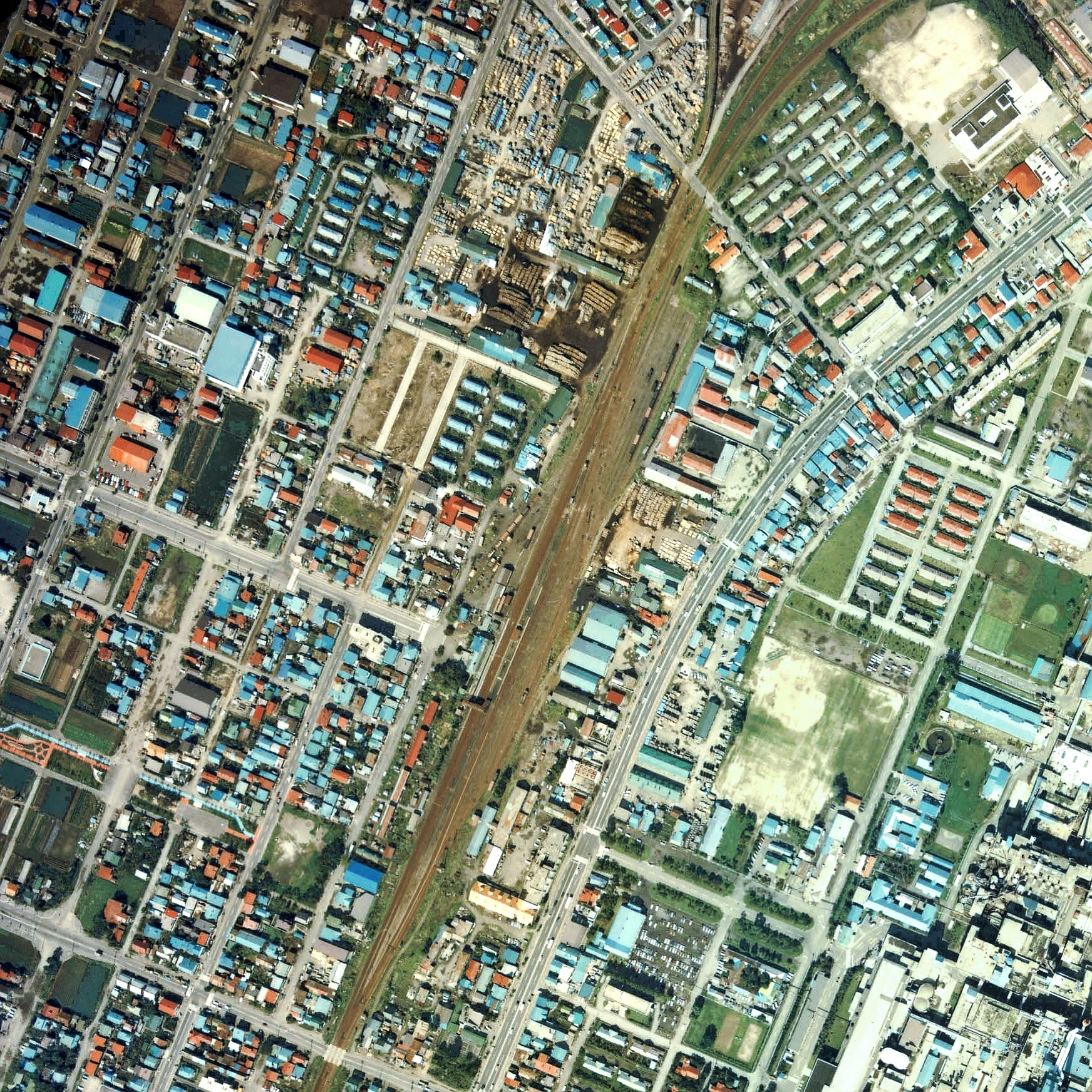
1977年の新旭川駅と周囲約700m範囲。右上が名寄方面及び遠軽方面で、分岐は中央が宗谷本線、右が石北本線及び右に見える当時の山陽国策パルプ（現日本製紙）旭川工場への専用線。左は現在は公園になっている、かつての油槽所への専用線で、元は戦時中に軍需産業として操業していた日本タンニン工業の工場専用線だったものを工場敷地と共に再利用していた。国鉄型配線の2面3線と駅舎横に三角形状の貨物ホームと2本の引込み線。その他に多数の副本線と、駅の北外側に多数の貨物仕分線が見えるが、貨物取扱が下火になっていて、既にこの頃は閑散としている。

### 年表
- 1922年（大正11年）11月4日：鉄道省宗谷本線旭川駅 - 永山駅間に新設開業（一般駅）[5]。同時に石北線当駅 - 愛別駅間開業[6]。
  - 当初の読みは「しんあさひがわ」であった。
- 1927年（昭和2年）10月10日：石北線が石北西線に改称[7]。
- 1932年（昭和7年）10月1日：石北西線が石北線と線名改称[7]。
- 1939年（昭和14年）10月：国策パルプ工業旭川工場（現：日本製紙旭川工場）への専用線が開業。
- 1949年（昭和24年）6月1日：公共企業体である日本国有鉄道に移管。
- 1961年（昭和36年）
  - 4月1日：石北線が石北本線に改称[7]。
  - 10月20日：「国鉄をきれいにする運動」で総裁表彰[8]。
- 1963年（昭和38年）2月25日：小口扱貨物の取扱いを廃止し、車扱貨物および専用線発の小口扱貨物のみ取り扱いとする[8]。
- 1978年（昭和53年）12月1日：専用線発着を除く車扱貨物の取扱いを廃止[1]。
- 1984年（昭和59年）
  - 2月1日：荷物の取扱いを廃止[1]。
  - 11月10日：旅客の取り扱いを簡易委託化（駅員無配置駅[9]）。
- 1987年（昭和62年）4月1日：国鉄分割民営化により、北海道旅客鉄道（JR北海道）・日本貨物鉄道（JR貨物）の駅となる[10]。
- 1988年（昭和63年）3月13日：駅名の読みを「しんあさひかわ」に変更[1]。
- 1992年（平成4年）4月1日：簡易委託廃止。
- 1997年（平成9年）9月：日本製紙旭川工場の専用線廃止。
- 2003年（平成15年）5月10日：駅構内電化[10]。
- 2019年（平成31年）3月16日：ダイヤ改正に伴い、削減された普通列車の代替として特別快速「きたみ」（現在の快速「きたみ」）が下り列車のみ停車を開始[JR北 1][11]。

### 駅名の由来
前述のように当駅新設当時、当地は旭川市ではなく永山村字牛朱別であったが、「『旭川』の発展に伴い旅客、貨物取り扱いの必要上、新設された駅であるため」、また「近い将来旭川市の発展に伴い市内に編入されるであろうことを考えて」、この名称になったとされる。
その牛朱別地区は当駅新設決定１年前の1919年（大正8年）から、旭川市編入を望む住民の運動があり、当時の永山村長はこの駅名について、将来の村治上の禍根の恐れ、村と全く関係のない名称であることは納得できない、といった理由から、村議会の決議も受けて当時の鉄道大臣に対し抗議の意も込め善処を求める請願を実施しているが、聞き入れられることなく「新旭川」の名称となった。
その後も牛朱別は隣接の中島地区とともに旭川市への併合の運動が続けられ、1930年（昭和5年）の牛朱別川流路切替着手を契機に、当駅開業10年後の1932年（昭和7年）11月1日に牛朱別および中島地区は永山村から分離し旭川市に編入され、1961年（昭和36年）には永山町（←永山村）自体も旭川市に編入合併して消滅している。

## 駅構造
西側より、駅舎に面した単式ホーム1面1線（4番線）と、島式ホーム1面2線（3・2番線）、合計2面3線のホームを有する地上駅。2つのホームは跨線橋で連絡している。のりばのない側線が数本あり、そのうち2番線の東隣にあるものが1番線となっている。
旭川駅周辺再開発「北彩都あさひかわ」事業の影響で旭川運転所が移転し電車回送が行われるようになったため、ホームを持たない側線を除いて電化されているが、当駅を発着する定期旅客列車はすべて気動車での運行となっている。 
下り方向にある出発信号機は2番線と4番線が上位に宗谷本線・下位に石北本線と方向別に分かれているが、1番線は石北本線に固定されている。1番線と2番線は折り返しが可能である。木造駅舎を持つ。	

### のりば
駅舎側より記載。
| 番線 | 路線                | 方向 | 行先           |
| ---- | ------------------- | ---- | -------------- |
| 4    | ■宗谷本線           | 下り | 比布・名寄方面 |
| 4    | ■石北本線           | 下り | 上川・北見方面 |
| 3・2 | ■宗谷本線 ■石北本線 | 上り | 旭川方面       |

旭川駅管理の無人駅で、自動券売機などは設置されていない。駅舎内に男女別の水洗式便所がある。
当駅は日本最北端の分岐駅である。

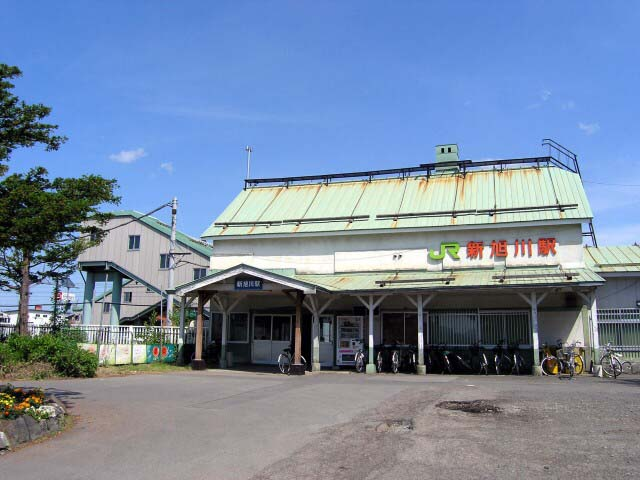
駅舎（2004年6月）
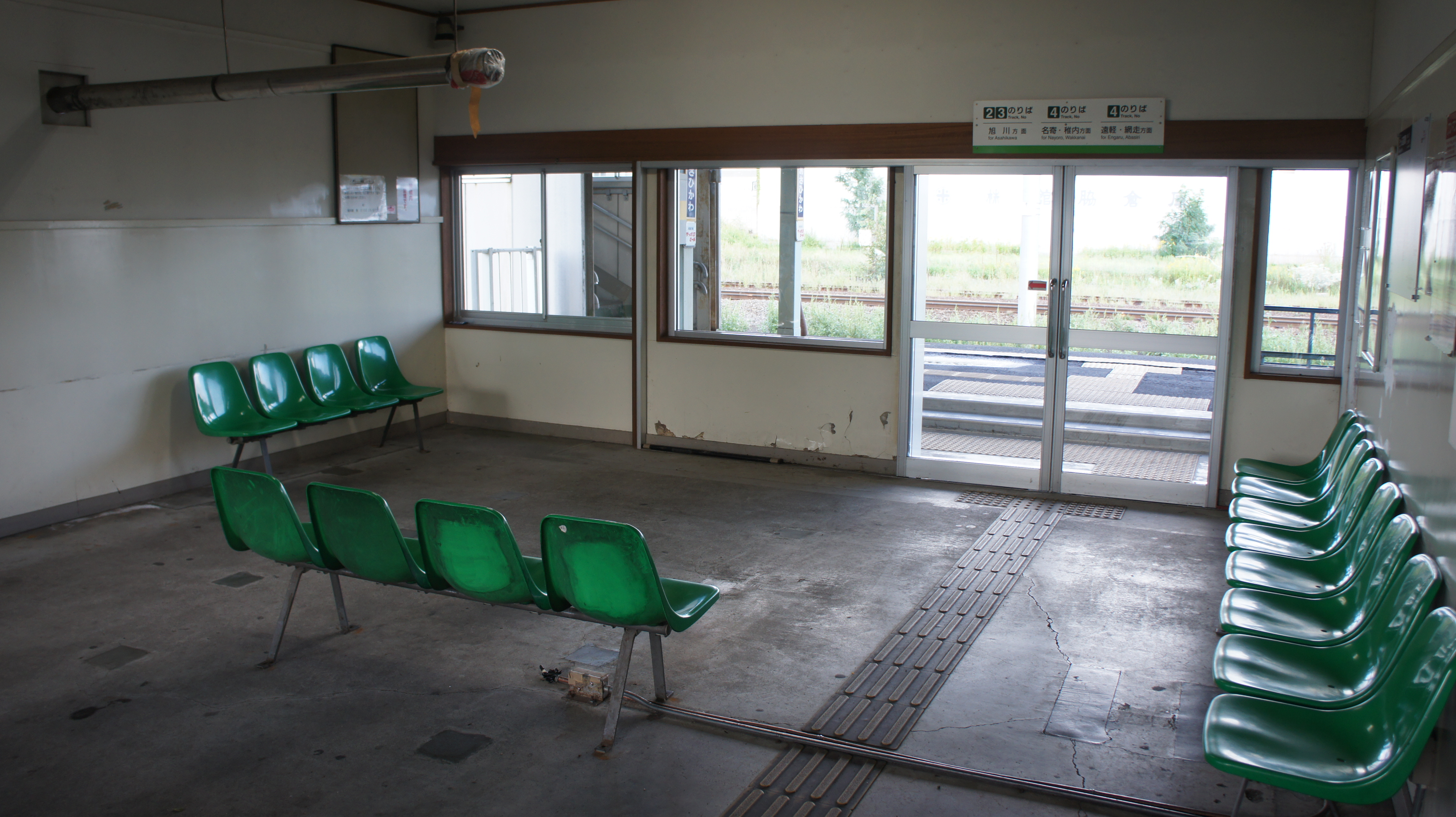
待合室（2017年8月）
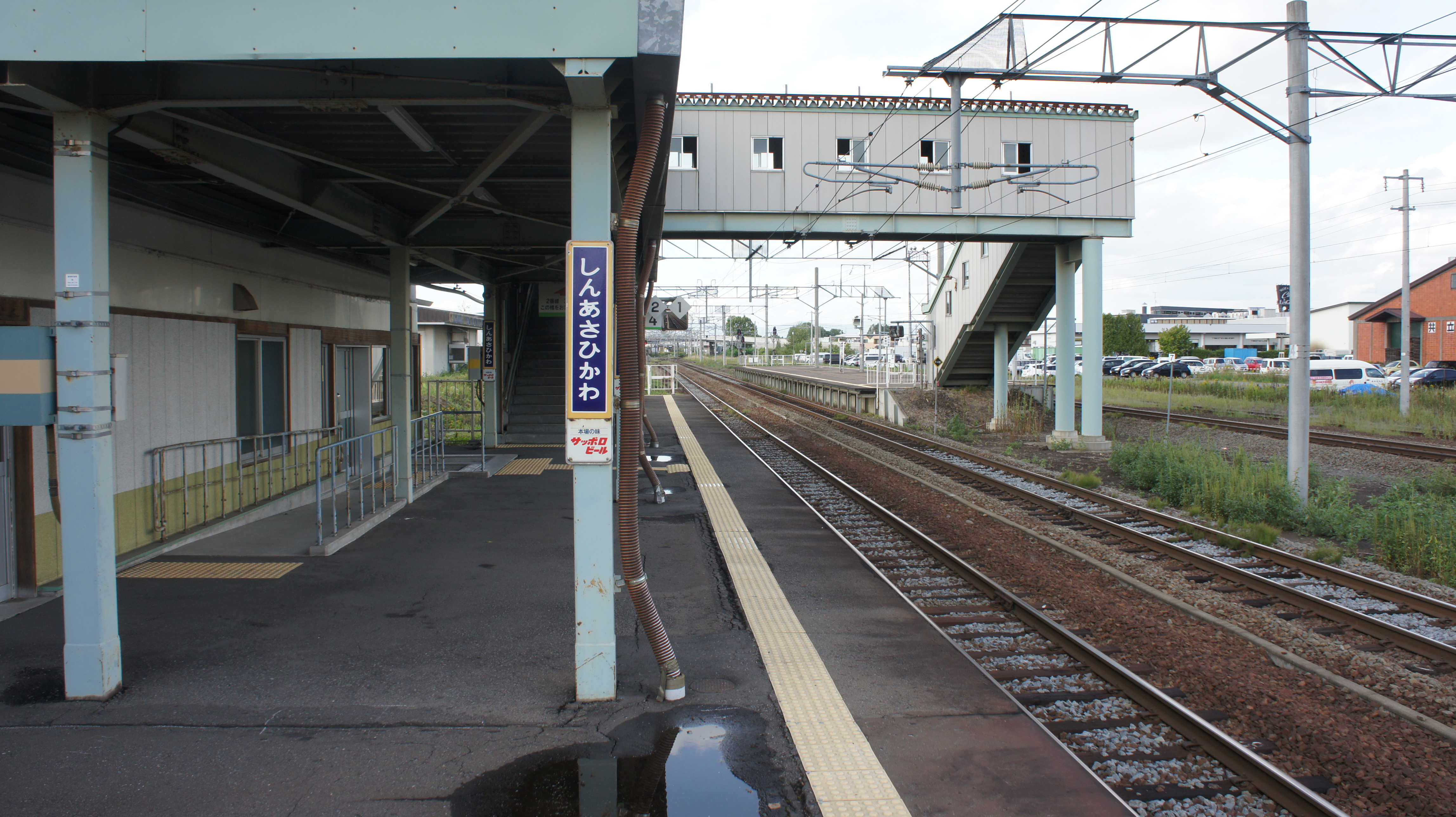
ホーム（2017年8月）
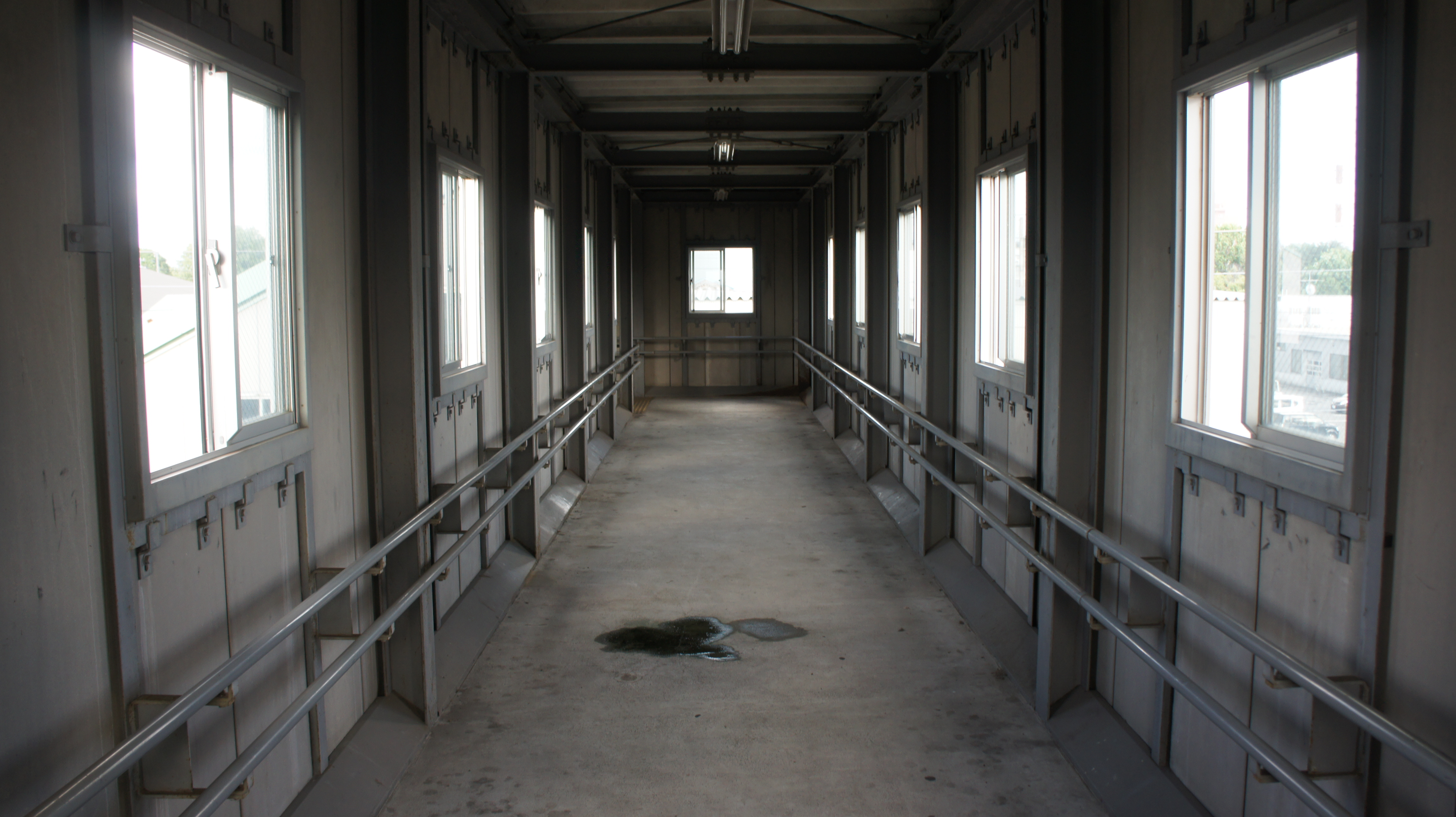
跨線橋（2017年8月）
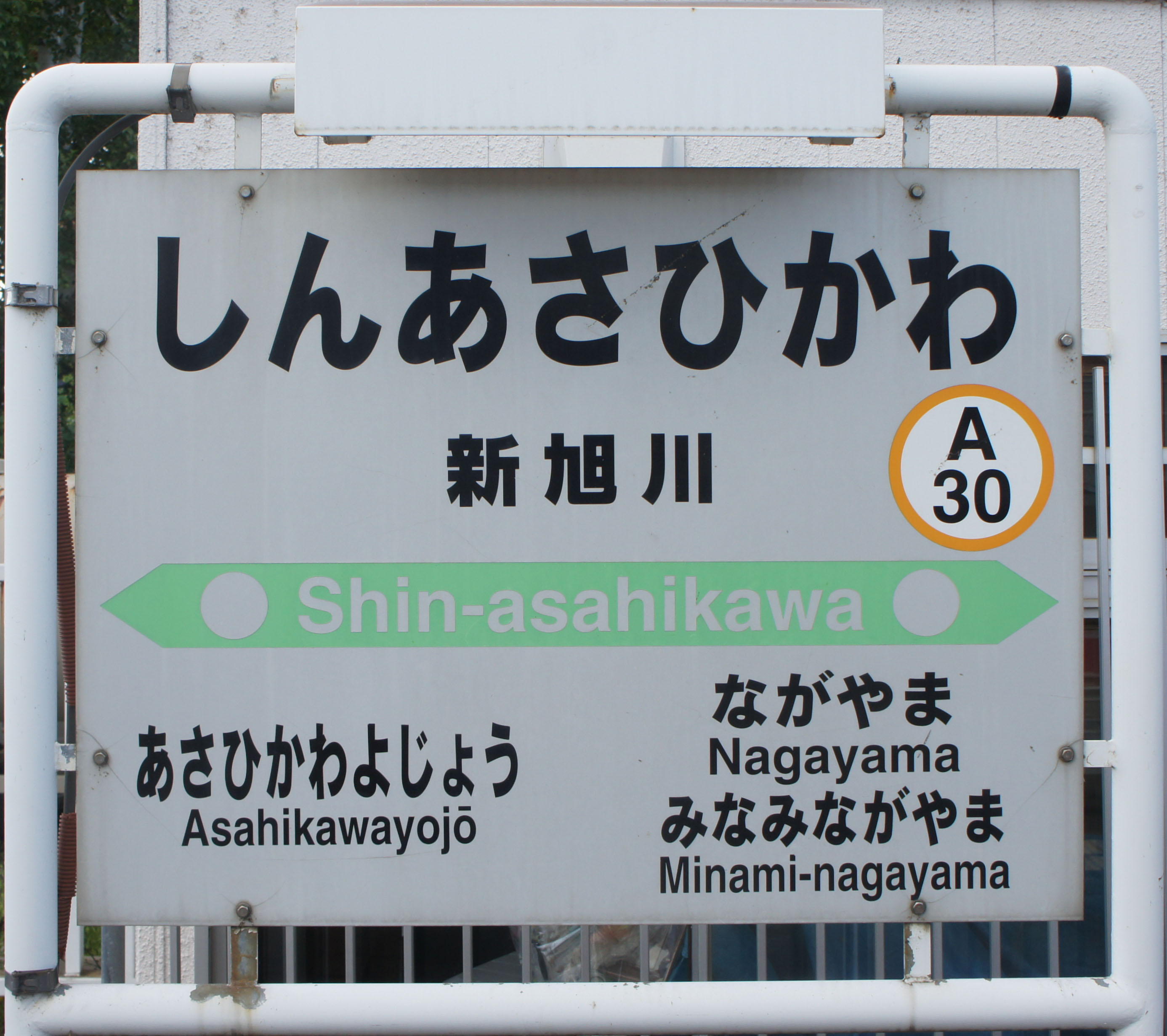
駅名標（2017年8月）

## 貨物取扱
現在、JR貨物の駅は車扱貨物の臨時取扱駅となっている。定期貨物列車の発着はなく、貨物設備や接続する専用線もない。
かつては、日本製紙旭川工場（現：北海道工場旭川事業所）へ続く専用線が駅から分岐していた。この専用線は、コンテナによる紙製品の発送や、工場で使用する液体塩素や石油の輸送に使用されていたが、1997年9月に廃止された。なお、コンテナ輸送は1988年3月から行われ、1994年10月に有蓋車輸送を完全に置き換えた。
1980年代までは、周辺の製材業者や、出光興産や共同石油（現：ENEOS）などの油槽所へ続く専用線も存在していた。

## 利用状況
乗車人員の推移は以下のとおり。年間の値のみ判明している年については、当該年度の日数で除した値を括弧書きで1日平均欄に示す。乗降人員のみが判明している場合は、1/2した値を括弧書きで記した。
また、「JR調査」については、当該の年度を最終年とする過去5年間の各調査日における平均である。
| 年度               | 乗車人員 | 乗車人員 | 乗車人員 | 出典                  | 備考 |
| 年度               | 年間     | 1日平均  | JR調査   | 出典                  | 備考 |
| ------------------ | -------- | -------- | -------- | --------------------- | ---- |
| 1978年（昭和53年） |          | 162.0    |          | [ 17 ]                |      |
| 2016年（平成28年） |          |          | 94.8     | [ JR北 2 ]            |      |
| 2017年（平成29年） |          |          | 92.6     | [ JR北 3 ] [ JR北 4 ] |      |
| 2018年（平成30年） |          |          | 88.4     | [ JR北 5 ]            |      |
| 2019年（令和元年） |          |          | 89.4     | [ JR北 6 ] [ JR北 7 ] |      |
| 2020年（令和02年） |          |          | 89.2     | [ JR北 8 ]            |      |
| 2021年（令和03年） |          |          | 83.2     | [ JR北 9 ]            |      |
| 2022年（令和04年） |          |          | 78.0     | [ JR北 10 ]           |      |
| 2023年（令和05年） |          |          | 73.4     | [ JR北 11 ]           |      |

## 駅周辺
周囲は市街地である。
- 国道39号（大雪通）
  - 道北バス「日本製紙前」停留所
- 旭川東警察署大雪通交番
- 新旭川郵便局
- 旭川信用金庫 新旭川支店
- 日本製紙北海道工場旭川事業所
- ヤマダデンキテックランド旭川大雪通店
- ケーズデンキ旭川大雪通店
- 旭川電気軌道「東6条6丁目」停留所

## 隣の駅
北海道旅客鉄道（JR北海道）
■宗谷本線
■普通
旭川四条駅 (A29) - 新旭川駅 (A30) - （貨）北旭川駅 - *西永山駅 - 永山駅 (W31)
*打消線は廃駅
■石北本線（旭川駅 - 当駅間は宗谷本線乗り入れ）
■普通
旭川四条駅 (A29) - 新旭川駅 (A30) - 南永山駅 (A31)